# Leche de luna

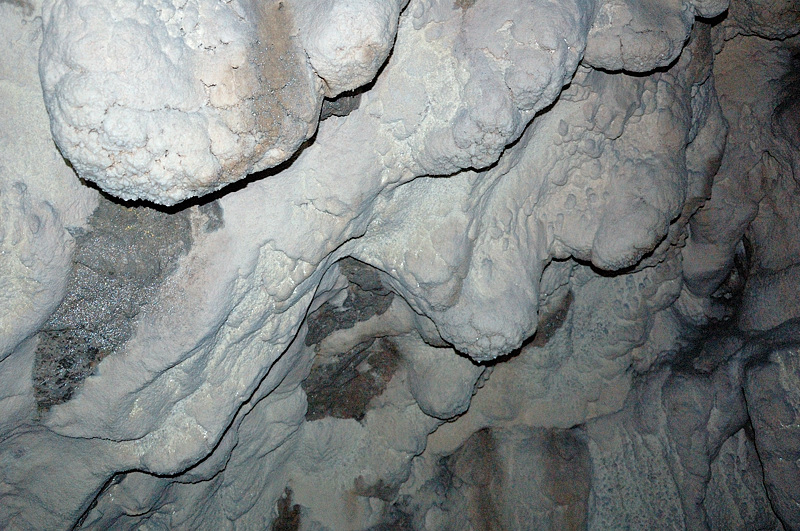
Leche de luna en las paredes de una cueva.

Leche de luna es una sustancia blanca y cremosa que se encuentra dentro de las cuevas. Es similar a otros depósitos, pero la cualidad que la hace única es que no se endurece o se convierte en piedra. Se trata de un precipitado a partir de piedra caliza que comprende agregados de finos cristales de composición variable, generalmente de materiales carbonatados, por ejemplo, calcita, hidromagnesita, y monohidrocalcita.
La leche de Luna era conocida en el siglo XVI. La cavidad donde se encontró se llama Höhle Mondmilchloch (Caverna de la Leche de Luna) y la sustancia fue usada para el tratamiento de úlceras en la piel y de distintas "fiebres", también como cosmético, en los tres siglos siguientes. Está constituida básicamente por calcita. La leche de luna fue hallada posteriormente en cavernas de varios países europeos, en América, en el sudeste asiático, en África y en Australia.
En febrero de 2005, un grupo de espeleólogos anunció que un año antes había encontrado el primer río de leche de luna de la Tierra en una caverna del macizo de Ernio, en el valle de Aizarna, en la provincia de Guipúzcoa, España. Según los investigadores de la Sociedad Científica Aranzadi, el río fluye unos 150 metros y tiene consistencia de leche espesa. La leche de luna suele presentarse adherida a las paredes de las cavernas, en estado pastoso o casi sólido, por lo que la existencia del "río" es una curiosidad. Los análisis revelaron que el líquido está compuesto por varios minerales, además de la calcita, entre ellos cuarzo y brushita. El río está compuesto por gibbsita un hidróxido de aluminio que aparece formado por cristales mucho más pequeños de lo habitual, de ahí que esté en estado líquido.